# Mjölkeröd
Mjölkeröd är en gård och tidigare hållplats vid Bohusbanan i Tanums kommun, Västra Götalands län.
Hållplatsen vid Bohusbanan öppnades 1910 och nedlades 29 maj 1988.
Gården tjänade som fogdegård när Bohuslän var en del av Norge. Vid det svenska maktövertagandet blev gården ett rusthåll, där brukaren var skyldig att rusta två dragoner. 1794 såldes gården till kyrkoherden i Tanums församling Gomer Brunius, har därefter följt samma släkt fram till idag.
Från fastigheten styckade i början av 70-talet av ett 60-tal tomter för fritidshus ca två kilometer ifrån gården som även benämns Mjölkeröd (egentligen Mjölkeröds fritidsområde).
Golfklubben Mjölkeröds GK med bana ligger inomfastigheten, på vägen mot Sannäs.

## Källa
- Kringla